# Elimar von Cranach

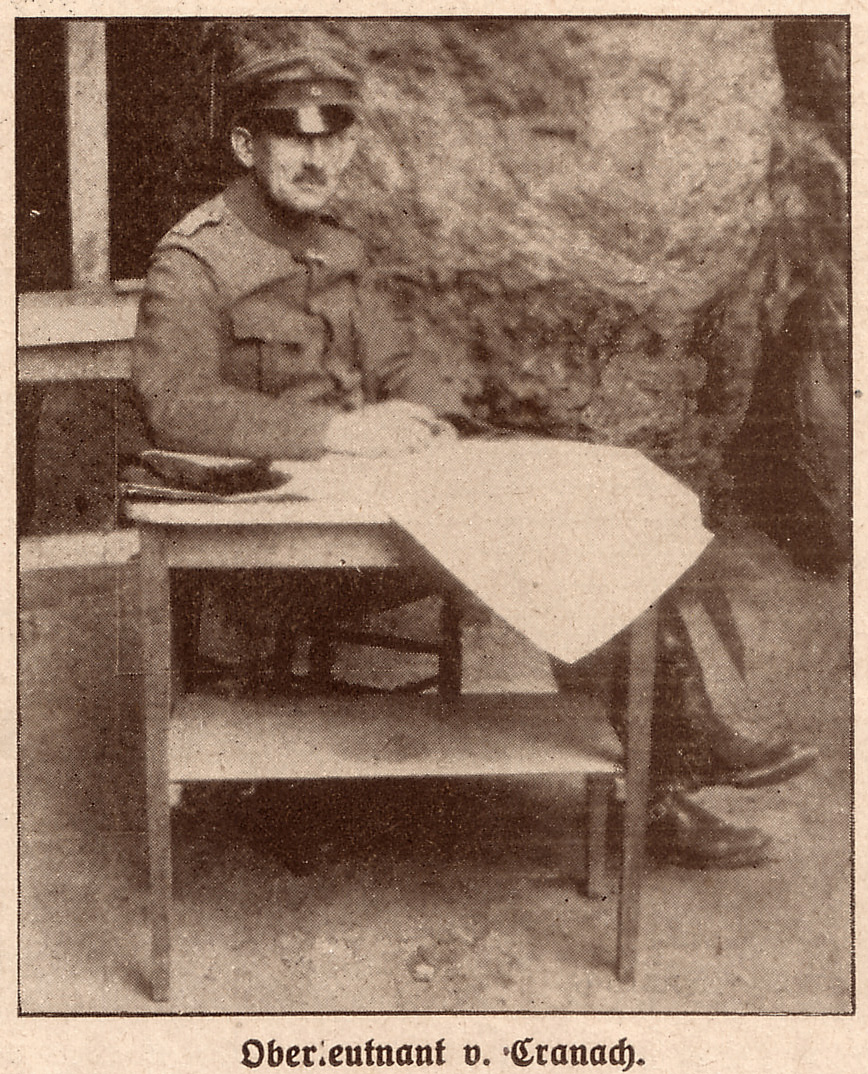
Elimar von Cranach

Elimar von Cranach (* 29. Dezember 1871 in Stettin; † 26. September 1950 in Anholt) war ein deutscher Generalmajor.

## Leben
Elimar war der Sohn des Offiziers Richard von Cranach (1825–1887) und der Wilhelmine Freiin von Lützow genannt von Dorgelo (1838–1932) sowie ein Neffe des preußischen Generals der Infanterie Ludwig von Cranach (1818–1894).
Cranach trat am 24. März 1890 aus dem Kadettenkorps kommend als Sekondeleutnant in das Königin Elisabeth Garde-Grenadier-Regiment Nr. 3 der Preußischen Armee ein. Dort war der am 24. Mai 1898 zum Premierleutnant beförderte Cranach Bataillonsadjutant und von Juni 1988 bis Ende März 1902 Regimentsadjutant. Im Folgemonat wurde er in den Großen Generalstab kommandiert. Am 10. März 1904 wurde er, unter gleichzeitiger Beförderung zum Hauptmann, Adjutant der 33. Infanterie-Brigade. Ende Januar 1906 kehrte er zu seinem Stammregiment zurück, wo Cranach bis April 1912 als Kompaniechef eingesetzt wurde. Am 22. April 1912 wurde er, unter Beförderung zum Major, Adjutant beim Generalkommando des II. Armee-Korps in Stettin.
Diese Stellung hielt Cranach über den Ausbruch des Ersten Weltkrieges hinaus, bis Ende 1914 inne. Anschließend war er von Januar bis Juli 1915 Adjutant beim Oberkommando der Südarmee sowie vom 6. Juli bis 18. August 1915 in gleicher Funktion beim Oberkommando der Bugarmee unter General der Infanterie Alexander von Linsingen. Am 18. August 1915 erfolgte seine Ernennung zum Kommandeur des Landwehr-Infanterie-Regiments Nr. 7, welches beim Landwehrkorps an der Ostfront kämpfte. Anschließend führte er ab 16. September das Jäger-Regiment Nr. 6 an der Westfront, wo Cranach am 18. April 1917 zum Oberstleutnant befördert wurde. In dieser Stellung erhielt er am 22. April 1918 den Orden Pour le Mérite verliehen.
Nach Kriegsende blieb Cranach in diesem Regiment bis zu dessen Demobilisierung. Am 31. März 1919 wurde er auf eigenen Wunsch hin aus dem aktiven Dienst verabschiedet. Am 14. April 1920 erhielt er den Charakter eines Obersts verliehen. Anlässlich des 25. Jahrestages der Schlacht bei Tannenberg erhielt Cranach am 27. August 1939 den Charakter eines Generalmajors verliehen. Cranach starb im Alter von 78 Jahren in Anholt.